# Australische Cricket-Nationalmannschaft in Neuseeland in der Saison 2005/06
Die Tour der australischen Cricket-Nationalmannschaft nach Neuseeland in der Saison 2005/06 fand vom 3. bis zum 10. Dezember 2005 statt. Die internationale Cricket-Tour war Bestandteil der Internationalen Cricket-Saison 2005/06 und umfasste drei ODIs. Australien gewann die Serie 2–1.

## Vorgeschichte
Neuseeland spielte zuvor eine Tour in Südafrika, Australien gegen die West Indies.
Das letzte Aufeinandertreffen der beiden Mannschaften bei einer Tour fand in der Saison 2004/05 in Neuseeland statt.

## Stadien
Die folgenden Stadien wurden für die Tour als Austragungsort vorgesehen.
| Stadion         | Stadt        | Kapazität | Spiele |
| --------------- | ------------ | --------- | ------ |
| Eden Park       | Auckland     | 50.000    | 1. ODI |
| Jade Stadium    | Christchurch | 38.628    | 3. ODI |
| Westpac Stadium | Wellington   | 34.500    | 2. ODI |

## Kaderlisten
Australien benannte seinen Kader am 24. November 2005.
Neuseeland benannte seinen Kader am 23. November 2005.
| ODI | ODI |
| Neuseeland | Australien |
| --- | --- |
| - Daniel Vettori (K) - Nathan Astle - Chris Cairns - Stephen Fleming - James Franklin - Brendon McCullum (wk) - Craig McMillan - Hamish Marshall - James Marshall - Chris Martin - Kyle Mills - Jacob Oram - Scott Styris - Lou Vincent | - Ricky Ponting (K) - Nathan Bracken - Stuart Clark - Michael Clarke - Adam Gilchrist (wk) - Brad Hodge - Brad Hogg - Mike Hussey - Mitchell Johnson - Simon Katich - Brett Lee - Mick Lewis - Andrew Symonds - Cameron White |

## One-Day Internationals

### Erstes ODI in Auckland
| 3. Dezember Scorecard | Auckland | Australien 252-8 (50)           | – | Neuseeland 105 (27.4) |
|                       |          | Australien gewinnt mit 147 Runs |   |                       |

### Zweites ODI in Wellington
| 7. Dezember Scorecard | Wellington | Australien 322-5 (50)         | – | Neuseeland 320 (49.5) |
|                       |            | Australien gewinnt mit 2 Runs |   |                       |

### Drittes ODI in Christchurch
| 10. Dezember Scorecard | Christchurch (JS) | Australien 331-7 (50)            | – | Neuseeland 332-8 (49) |
|                        |                   | Neuseeland gewinnt mit 2 Wickets |   |                       |